# Crescenciano Bilbao Castellanos
Crescenciano Bilbao Castellanos   (Barruelo de Santullán, 1892 - Cuernavaca, 25 de desembre de 1961) va ser un polític i sindicalista espanyol, membre del PSOE i la UGT. Durant la Segona República va ser diputat a Corts.

## Biografia
Va néixer en la localitat palentina de Barruelo de Santullán en 1892.
A l'edat de deu anys, sense si més no haver acabat els estudis primaris, va començar a treballar en una mina explotada per la Companyia dels Camins de Ferro del Nord d'Espanya. En 1907 va ingressar en la Unió General de Treballadors (UGT) i cinc anys després ho faria en el Partit Socialista Obrer Espanyol (PSOE), desenvolupat una ràpida activitat sindical.
De cara a les eleccions de 1933 va presentar la seva candidatura a Corts per la circumscripció de Huelva, obtenint 60.137 vots i aconseguint així l'acta de diputat. A l'octubre de 1934 va prendre part en la vaga revolucionària convocada pel PSOE i altres organitzacions obreres, si bé aquesta acabaria sent un fracàs. Crescenciano Bilbao va ser detingut per les autoritats portugueses a Vila Real de Santo António quan tractava d'abandonar Espanya, i fou posteriorment retornat a territori nacional i empresonat. Aconseguiria revalidar el seu escó als comicis de 1936, als quals va acudir integrat en les llistes del Front Popular. En aquestes eleccions va obtenir 78.661 vots. Després d'això va ser posat en llibertat per les autoritats.
Després de l'esclat de la Guerra civil es va unir a la columna manada pel general José Miaja, que va operar al front de Còrdova. Posteriorment va passar a formar part del comissariat polític de l'Exèrcit Popular de la República, servint com a comissari de l'Exèrcit de l'Est. A instàncies d'Indalecio Prieto, a l'octubre de 1937 seria situat al capdavant del Comissariat general —en substitució del filocomunista Julio Álvarez del Vayo. Cessaria de tots els seus llocs en la primavera 1938.
Amb la derrota republicana va abandonar Espanya i va marxar a l'exili, instal·lant-se a Mèxic al costat de la seva família.
Va morir a Cuernavaca la revetlla de nadal de 1961, als 71 anys.